# クリストフ・ダルンスタット
クリストフ・ダルンスタット（Christoph Darnstädt、1960年 - ）は、ドイツの脚本家。

## 作品
- エクスペリメント
- es［エス］